# Ebergötzen
Ebergötzen est une municipalité allemande du land de Basse-Saxe et l'arrondissement de Göttingen. En 2014, elle comptait 1 909 hab.